# Maurits Bilcke
Maurits Bilcke (Hoogstraten, 14 maart 1913 - Verviers, 3 augustus 1993) was een Belgisch grafisch kunstenaar gespecialiseerd in de techniek van de linoleumsnede.
Bilcke kwam uit een artistieke familie. Een oom van hem was Victor Servranckx, een vaste waarde op het gebied van avant-gardekunst in België. Onder zijn invloed begon Bilcke op zijn zestiende met het maken van linosnedes.
Vanaf 1945 werkte Bilcke als journalist bij het NIR. Naast grafisch kunstenaar was hij ook dichter.
In 1943 huwde hij met Suzanne Sechehaye.